# Weihnachten ist Party für Jesus

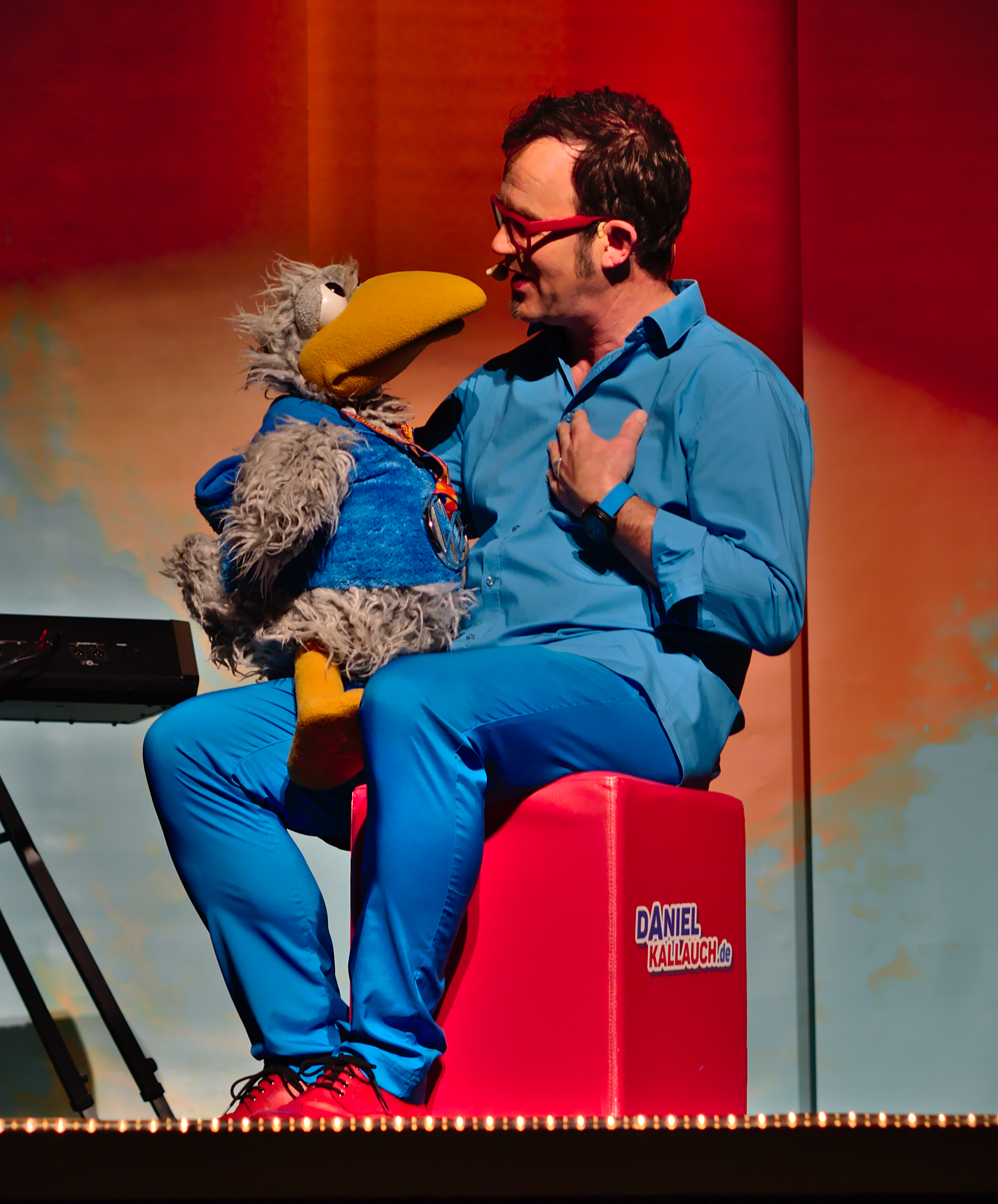
Daniel Kallauch und Puppe Willibald

Weihnachten ist Party für Jesus ist die Titelzeile eines vom christlichen Musiker und Puppenspieler Daniel Kallauch 1996 getexteten geistlichen Kinderliedes. Die Melodie dazu stammt ebenfalls von ihm; sie wurde aber 2005 von Cornelius Schock erneut bearbeitet.

## Zum Lied
Das im Pop-Stil gehaltene Kinderlied deutet das Weihnachtsfest als eine fröhliche Geburtstagsfeier für Jesus. Es beginnt mit einem achtzeiligen Refrain, der auch jeweils nach den beiden ebenfalls achtzeiligen Strophen und nach der vierzeiligen Bridge gesungen wird.
Inhaltlich geht es in dem Weihnachtslied zunächst um zwei Personengruppen, die bei dem Geschehen im Stall von Bethlehem „live dabei“ waren. Die erste Strophe erzählt von den Hirten und deutet sie als „die Einfachen“ und „die Armen“, die als erste von der Ankunft des Retters erfahren und den „Königsgeburtstag im stinkigen Stall“ mit feiern durften. In der zweiten Strophe wird auf die „Weisen aus dem Ausland“ verwiesen, die „tolle Geschenke“ mitgebracht hatten. Der Text des Bridge-Teils fasst dann abschließend die Aussagen der beiden Strophen zusammen: „Alle dürfen kommen“, „Arme und Reiche“, Menschen von „nah und von fern“. Der Refrain knüpft an das traditionelle Weihnachtsfest an und lädt dazu ein, es als fröhliche Party zu feiern. Dazu gehört auch der Tanz um den Tannenbaum.
Zum Lied gibt es auch kindgemäße Bewegungs- und Choreographievorschläge.

## Verbreitung
Das geistliche Kinderlied wurde inzwischen auf vielfältige Weise veröffentlicht, darunter in Musikalben, Sing- und Krippenspielen und Spielfilmen. Daneben wurde es unter anderem in folgenden Liederbüchern veröffentlicht:
- Feiert Jesus! Kids-Liederbuch (2020), Nr. 161
- Feiert Jesus! Kids-Weihnachten (=Band 5 SommerLagerLiederbuch, 2013). Nr. 92
- Mitten im Dunkel. 100 plus 1 Advents- und Weihnachtslieder (2013). Nr. 89
- Jede Menge Töne (=Band 2, 2012). Nr. 263
- Einfach Spitze. 150 Knallersongs für Kinder (2010). Nr. 102
- Das große Daniel Kallauch Liederbuch (=Band 2, 1998). Nr. 14